# Срето Бошњак
Срето Бошњак (Маркушица, 1930) југословенски и српски је ликовни критичар и историчар уметности.

## Дела
Бошњак је аутор бројних књига о познатим југословенским и српским ликовним уметницима; потписао је монографије: Љубица Цуца Сокић, Милан Ђокић, Миле Грозданић - Психологија симболичких форми, Никола Гвозденовић Гвоздо, Ружица Беба Павловић, Светомир Арсић Басара, Савета Михић и др.
Био је селектор разних изложби, између осталих и 12. бијенала „У светлости Милене“ 2009.
Аутор је и бројних текстова у каталозима изложби.